# Rubefaent
Rubefaent és l'agent que té la propietat de donar un to vermellós a la pell, provocant una sensació de calor. L'àcid nicotínic i els seus derivats són potents rubefaents.
Una substància rubefaent es caracteritza per ser analgèsica local, donant sensació de calor i alleujant el dolor. Es troben en olis essencials de plantes com l'essència de romaní (Salvia rosmarinus) o també en arbres com la càmfora, o l'essència de trementina de l'oleoresina de pi.